# Bai Juyi

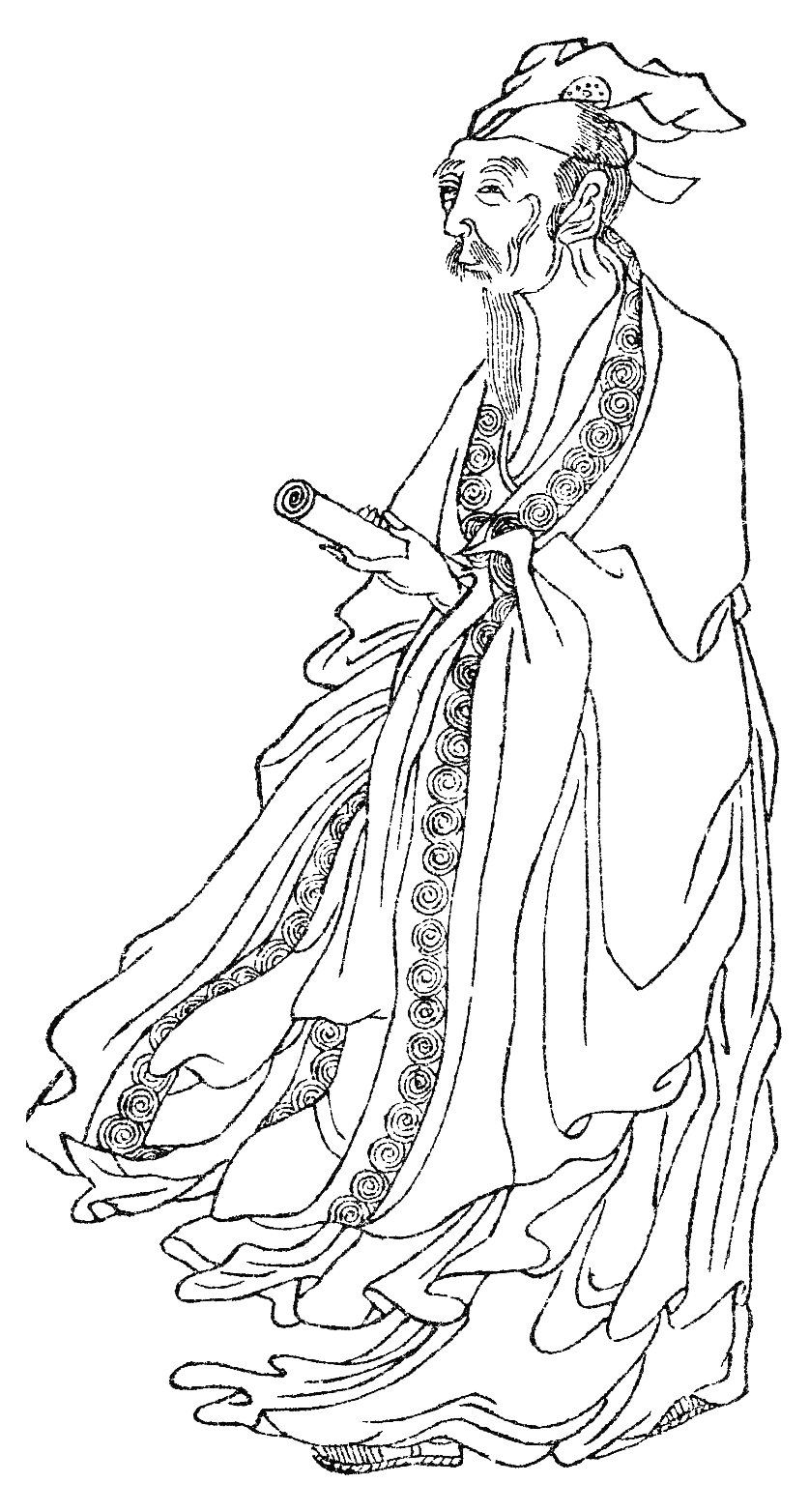
ett porträtt av Bai Juyi från boken "Wan hsiao tang-Chu chuang -Hua chuan（晩笑堂竹荘畫傳）" som publicerades 1921.

Bai Juyi (kinesiska: 白居易, Bái Jūyì) född 772 i Xinzheng, Henan, död 846 i Luoyang, var en kinesisk författare under Tangdynastin. Han är även känd i Japan, där han kallas Haku Rakuten.

## Biografi
Bái kom från en fattig familj. Vid tio års ålder sändes han iväg för att utbildas nära Chang'an. Han tog sin jinshi (kinesisk ämbetsmannaexamen) år 800. Hans karriär som statstjänsteman var inledningsvis framgångsrik: han blev medlem av Hanlinakademin och kejserlig rådgivare (zuǒ shíyí 左拾遺) från 807 till 815, då han blev förvisad till Sydkina efter att ha framfört alltför kraftfull kritik. Hans karriär återupptogs då han utsågs till guvernör för Hangzhou (822-824), sedan Suzhou (825-827) och han avslutade sin karriär som högt uppsatt ämbetsman i Luoyang. Mot slutet av sitt liv anslöt sig Bái till buddhismen och tillbringade sina sista år i ett kloster.

## Verk
Bái var anhängare av konfucianismen och hans dikter beskrev ofta sociala och politiska missförhållanden, till exempel som i dikten Xinfeng zhebi weng, där han berättar om mötet med en man, som i ungdomen lemlästat sig själv för att slippa militärtjänsten. Han försökte att använda ett enkelt språk och enkla teman i sina dikter. Ett av hans mest kända verk är den långa berättande balladen Changhen ge, som även är en av de längsta och mest kända dikterna från Tangdynastin och som blev en framgång inom alla sociala skikt. Bái var påverkad av Du Fu, och precis som han hade han också en stark känsla av socialt ansvar och strävade efter moralisk klarhet i sina dikter. Han är också känd för sina satiriska dikter. 
Bái skrev mer än 2 800 dikter, vilka han kopierade och distribuerade för att försäkra sig om deras överlevnad. Bai Juyis tillgänglighet gjorde honom populär under hans livstid i både Kina och Japan.
På 1900-talet bidrog bland annat Brechts tolkningar till att Bái fann en publik även i Europa.